# Ото ле Ватоа
Ото ле Ватоа (фр. Hautot-le-Vatois) насеље је и општина у северној Француској у региону Горња Нормандија, у департману Приморска Сена која припада префектури Авр.
По подацима из 2011. године у општини је живело 304 становника, а густина насељености је износила 50,08 становника/km². Општина се простире на површини од 6,07 km². Налази се на средњој надморској висини од 139 метара (максималној 142 m, а минималној 95 m).

## Демографија
| 1962. | 1968. | 1975. | 1982. | 1990. | 1999. | 2011. |
| ----- | ----- | ----- | ----- | ----- | ----- | ----- |
| 200   | 202   | 252   | 302   | 295   | 268   | 304   |

График промене броја становника у току последњих година